# Semniomima clarissalis
Semniomima clarissalis là một loài bướm đêm trong họ Crambidae.